# 22776 Matossian
22776 Matossian è un asteroide della fascia principale. Scoperto nel 1999, presenta un'orbita caratterizzata da un semiasse maggiore pari a 2,3177451 UA e da un'eccentricità di 0,1337882, inclinata di 7,03642° rispetto all'eclittica.